# Rio Groapa Pietroasă (Mărcuşa)
O Rio Groapa Pietroasă é um rio da Romênia, afluente do Mărcuşa, localizado no distrito de Covasna.